# 好きですサッポロ
「好きですサッポロ」（すきですさっぽろ）は、森雄二とサザンクロスが1981年に発表した楽曲である。さっぽろ雪まつりのテーマソングに使用され大ヒット、彼らにとっての代表曲となった。

## 収録曲
1. 好きですサッポロ
  - 作詞:星野哲郎／作曲:中川博之／編曲:神山純一
2. もっと愛していたら
  - 作詞:高畠諄子／作曲:中川博之／編曲:神山純一

## カバー
- 福田忍（1988年）
- C.S.サポーターズ[1]（2000年）
- 安田顕、森崎博之、音尾琢真[2]（2006年）北海道限定
- パク・ジュニョン - 2017年11月22日、カバーアルバム『街の風景（北海道編）』に収録